# Kenneth Lee Lay

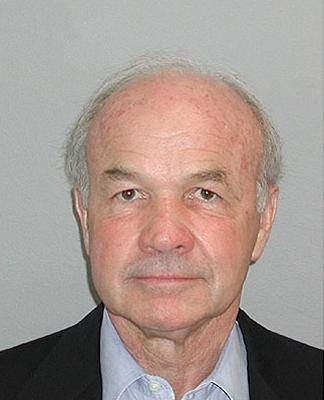
Kenneth Lee Lay

Kenneth Lee Lay (Tyrone (Missouri), 15 april 1942 - Old Snowmass bij Aspen (Colorado), 5 juli 2006) was de oprichter, chief executive officer en voorzitter van het Amerikaanse energiebedrijf Enron. Hij was nauw betrokken bij het Enron-schandaal, dat in 2001 leidde tot het faillissement van Enron, en werd in 2006 veroordeeld wegens fraude.

## Loopbaan
Lay werd in 1942 geboren in de staat Missouri als zoon van een priester/kachel- en tractorverkoper. Hij groeide op in een gezin met drie kinderen dat het niet breed had en vaak verhuisde. Als kleine jongen hielp hij mee het gezinsinkomen te vergroten met een krantenwijk en andere klusjes. Na zijn middelbare school ging hij economie studeren aan de Universiteit van Missouri. Direct na zijn studie begon hij in de jaren zestig in de energiesector. Hij ging werken bij Humble Oil and Refining, dat later opgekocht werd door energiegigant ExxonMobil.
In die periode trouwde hij met zijn collega, Judith Ayers, van Humble Oil. Uit dit huwelijk werden twee kinderen geboren. Toen hij opgeroepen werd voor militaire dienstplicht meldde hij zich aan bij de officiersopleiding van de marine. Hij heeft hier als econoom voor het Pentagon gewerkt. Na zijn militaire dienst ging hij werken voor Florida Gas.
In 1981 vertrok hij bij Florida Gas en in datzelfde jaar begon hij bij Transco, een pijpleidingsbedrijf uit Houston. In die periode scheidde hij van zijn eerste vrouw Ayers. Hij hertrouwde met Linda Herrold die als zijn secretaresse voor hem werkte bij Florida Gas. Uit dit huwelijk zijn drie kinderen geboren.
Lay vestigde zijn reputatie als een inventieve zakenman toen hij samen met Transco, het bedrijf waar hij werkte, een markt opzette waardoor de afnemers van energie rechtstreeks konden kopen bij de producenten. Door zijn reputatie werd hij in 1984 benaderd door Houston Natural Gas. Op zijn 42ste stond hij aan de top van een van de grootste ondernemingen van de Verenigde Staten.

## Faillissement
Lay zag in de jaren tachtig de liberalisering van de energiemarkt in opkomst. Samen met Transco kocht hij het energiebedrijf Internoth uit Omaha. Samen gingen zij verder als Enron. Enron financierde onder zijn leiding vele campagnes van Amerikaanse presidentsverkiezingen (van zowel de Democraten als de Republikeinen). Verschillende presidenten behoorden tot zijn vriendenkring, maar zij keerden hem onder druk van de publieke opinie de rug toe, toen duidelijk werd dat de boekhouding van Enron creatief was opgefleurd met vele dochterondernemingen en dat er meer werd uitgegeven dan er binnenkwam. Enron zat met een schuld van 20 miljard dollar. In korte tijd verloor het zevende bedrijf van de VS 60 miljard dollar van haar marktwaarde. Enron was failliet en Lay was daarvoor medeverantwoordelijk.

## Fraude en dood
Lay werd in 2006 veroordeeld wegens fraude met de boekhouding en samenzwering die uiteindelijk leidde tot de ondergang van Enron en de werkloosheid van 21.000 werknemers. Hij stierf op 5 juli 2006 een natuurlijke dood in zijn vakantiehuisje in het vakantieoord Aspen (Colorado), drie maanden voor zijn geplande strafoplegging. Hij werd eerst naar een ziekenhuis gebracht waar hij ongeveer twee uur later overleed. Zijn veroordeling werd vanwege zijn overlijden nietig verklaard.
De dood van Lay wordt vaak vergeleken met die van Ivar Kreuger, de Zweedse 'Luciferkoning' die in 1933 in een hotel in Parijs zelfmoord pleegde kort nadat zijn imperium ten onder was gegaan.